# Емил Верхарен
Емил Верхарен (Сен-Аман, 21. мај 1855 — Руан, 27. новембар 1916) био је белгијски песник француског израза и један од највећих белгијских песника.
Био је ученик исусовачког колеџа у Ганду, студент у Лувену и адвокатски приправник у Бриселу. Један је од оснивача часописа Jeune Belgique.
Већ у првим, натуралистички обојеним песмама, открива темперамент жестине и дивљу снагу израза.
Од 1887. до 1891. пролазио је кроз тешку душевну кризу, а збирке из тог раздобља („Вечери“, „Параз“, „Црне буктиње“) преплављене су самоубилачким очајем и називане су “трилогијом неурастеније”. Од својих унутрашњих тегоба покушао је да побегне путујући Шпанијом и Енглеском. Сусрет с Мартом Масин помогао му је да поново заволи живот и постане бард енергије, рада и радног човечанства. Инспирисао се панорамама великих индустријских градова од гвожђа и челика, славио научни прогрес и човека будућности. Светлим расположењем прожета је и његова љубавна трилогија посвећена Марти. У рату је објавио патриотска дела „Окрвављена Белгија“ и „Рањени градови Белгије“. Уз лирику, писао је и драме, приповетке и књигу уметничких критика и утисака.
Погинуо је несрећним случајем под точковима воза.

## Дела
- Вечери
- Параз
- Црне буктиње
- Окрвављена Белгија
- Рањени градови Белгије
- Ликови живота
- Многоструки сјај
- Олујне снаге
- Праскозорја
- Филип II